# Saulzoir
Saulzoir ist eine französische Gemeinde mit 1.685 Einwohnern (Stand: 1. Januar 2022) im Département Nord in der Region Hauts-de-France. Sie gehört zum Arrondissement Cambrai und zum Kanton Caudry. Die Einwohner werden Salicétains genannt.

## Geographie
Die Gemeinde Saulzoir liegt an der Selle, etwa 16 Kilometer nordöstlich von Cambrai. Umgeben wird Saulzoir von den Nachbargemeinden Haspres im Nordwesten und Norden, Verchain-Maugré im Norden und Nordosten, Haussy und Montrécourt im Osten und Südosten, Saint-Aubert im Süden sowie Villers-en-Cauchies im Südwesten und Westen.

## Geschichte
Möglicherweise fand hier um 57 vor Christus die Sabisschlacht (Sabis ist der lateinische Name der Selle) Julius Caesars gegen die Nervier statt. Saukzoir liegt an der Römerstraße Chaussée Brunehaut von Amiens über Bavay nach Tongern und weiter nach Köln (Via Belgica).

## Bevölkerungsentwicklung
| Jahr                       | 1962 | 1968 | 1975 | 1982 | 1990 | 1999 | 2006 | 2012 | 2021 |
| Einwohner                  | 2010 | 2022 | 1953 | 1870 | 1794 | 1704 | 1701 | 1728 | 1679 |
| Quellen: Cassini und INSEE |      |      |      |      |      |      |      |      |      |

## Sehenswürdigkeiten
- Kirche Saint-Martin aus dem 17. und 18. Jahrhundert
- Kapelle Le Christ-aux-Liens aus dem Jahre 1773
- Altes Schloss aus dem Jahre 1861
- Mühle an der Selle
- Wasserturm

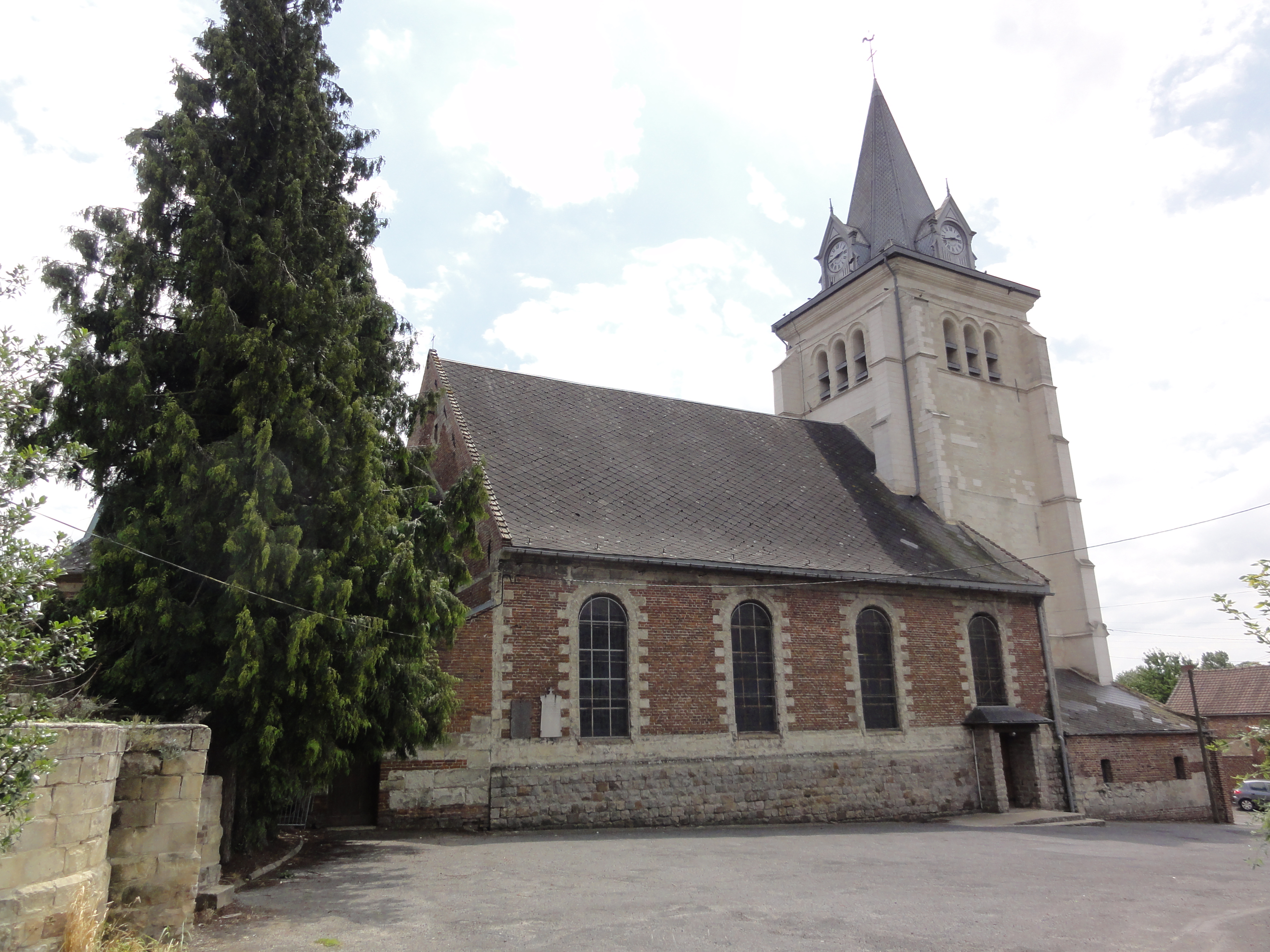
Kirche Saint-Martin
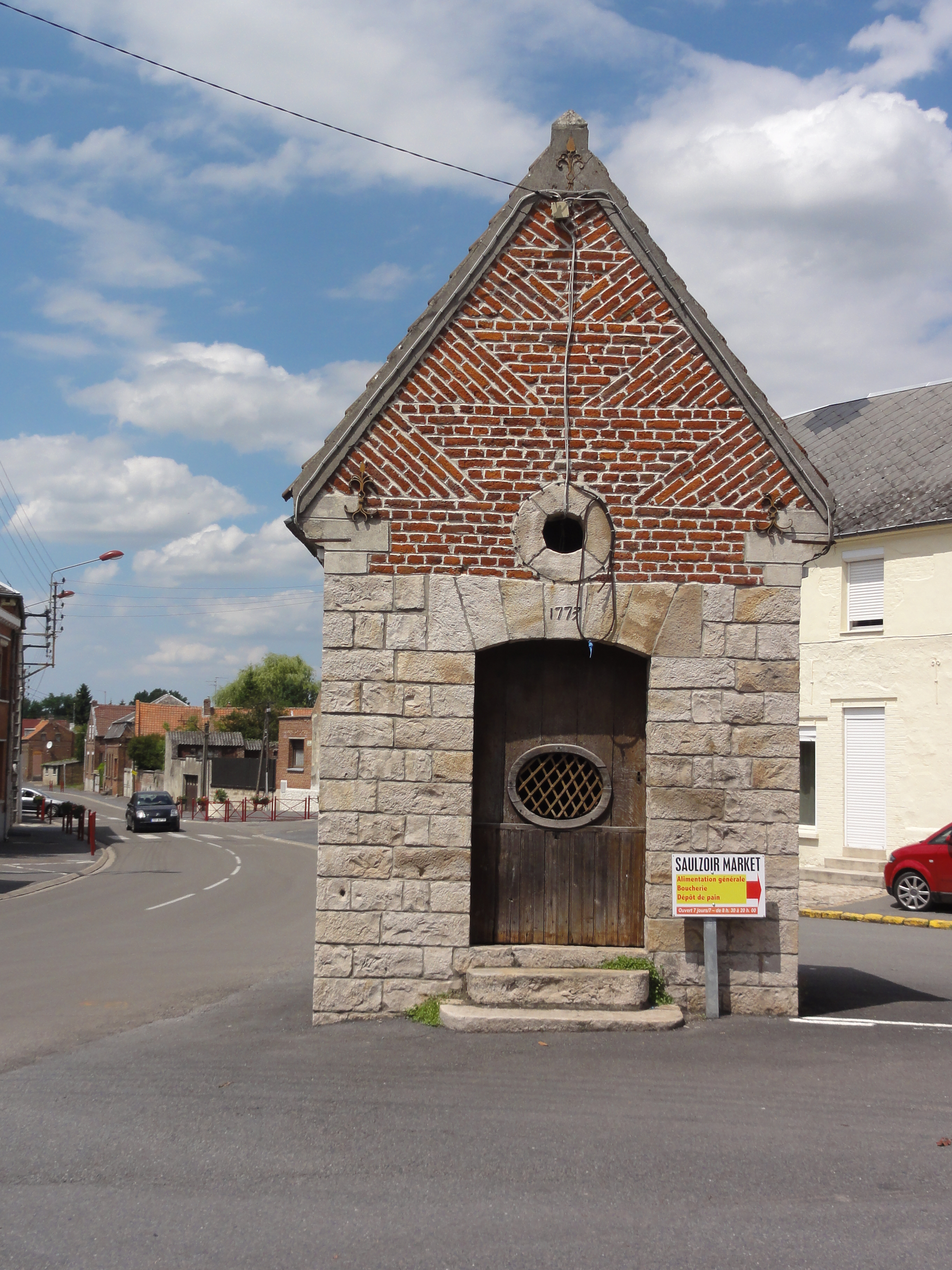
Kapelle Le Christ-aux-Liens
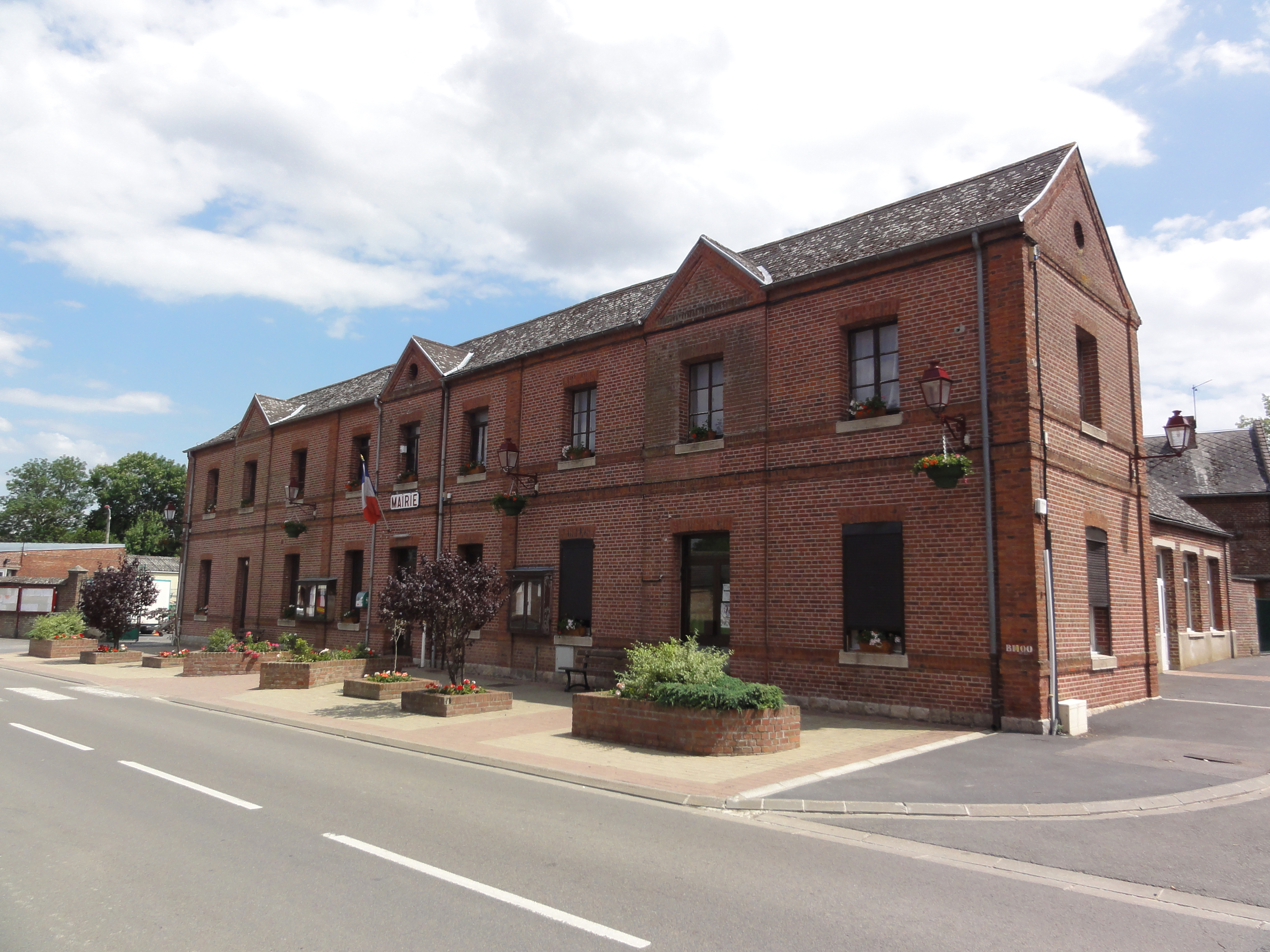
Rathaus (Mairie) von Saulzoir
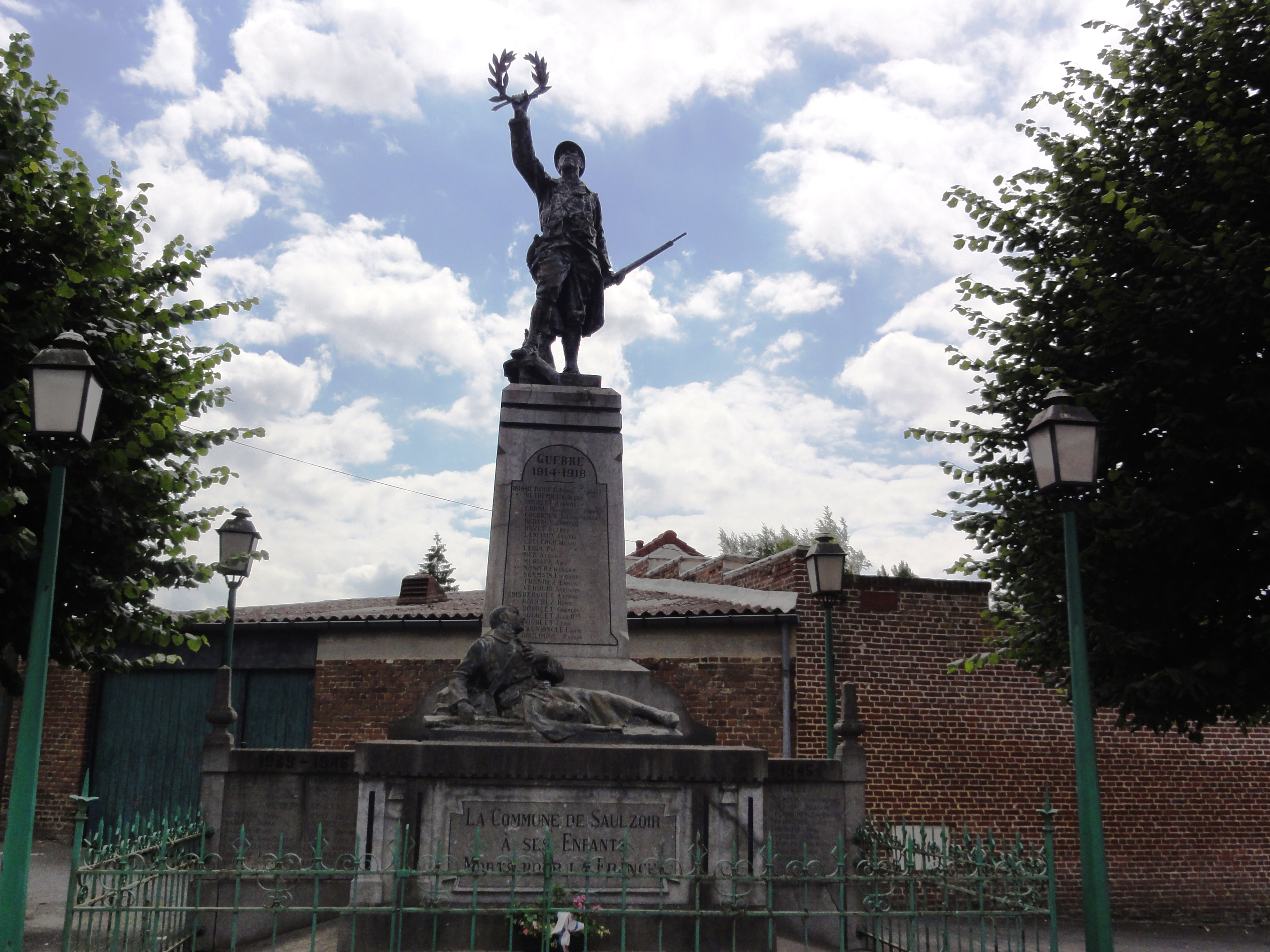
Gefallenendenkmal

## Trivia

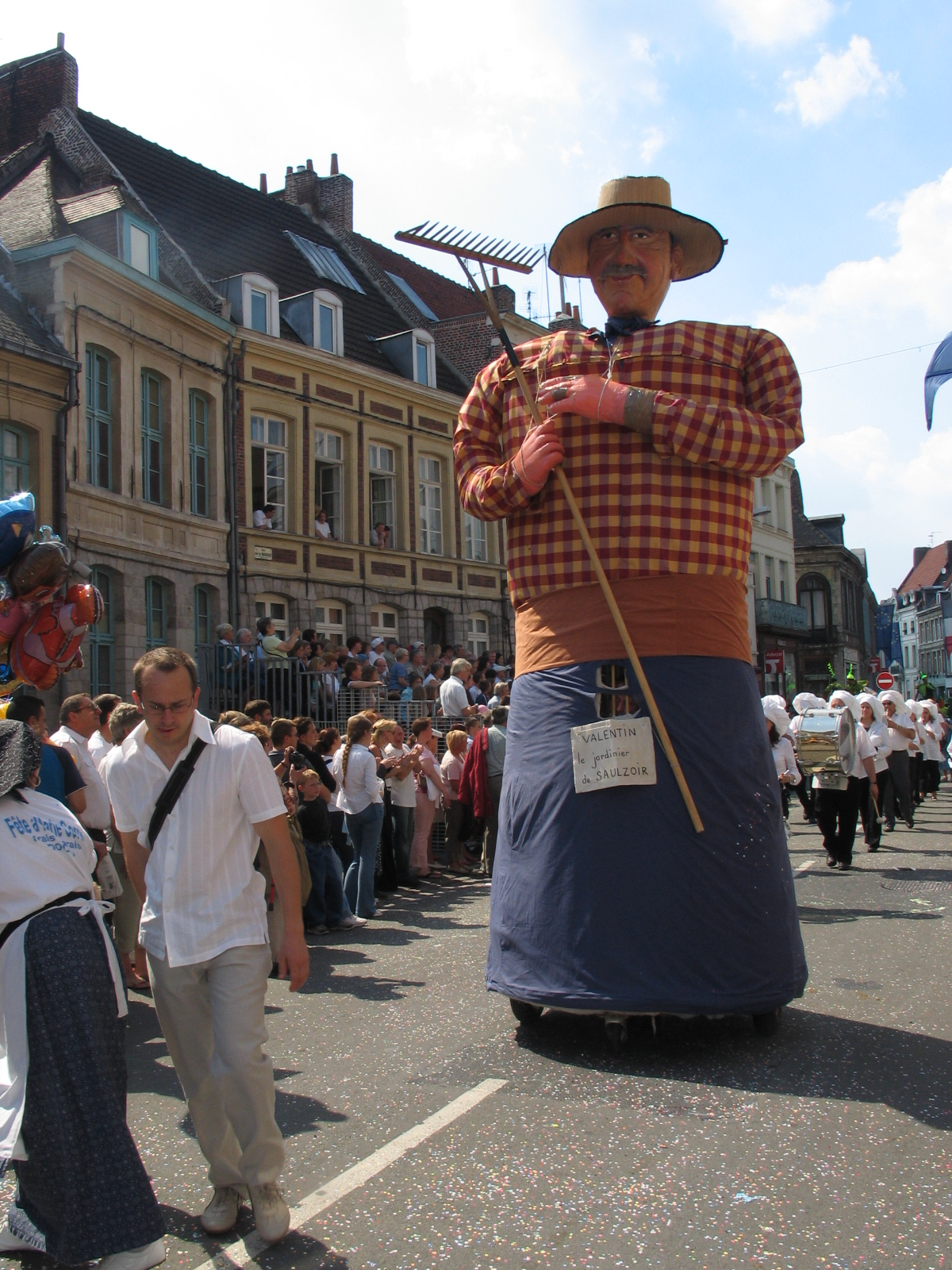
Riesenfigur Reus Valentin

Die Riesenfigur (Géants du Nord) von Saulzoir heißt Reus Valentin.